# قراوول بازار
قراوول بازار هي مدينة ومركز مقاطعة قراوول بازار في ولاية بخارى في أوزبكستان.